# Georges Armand Vérez

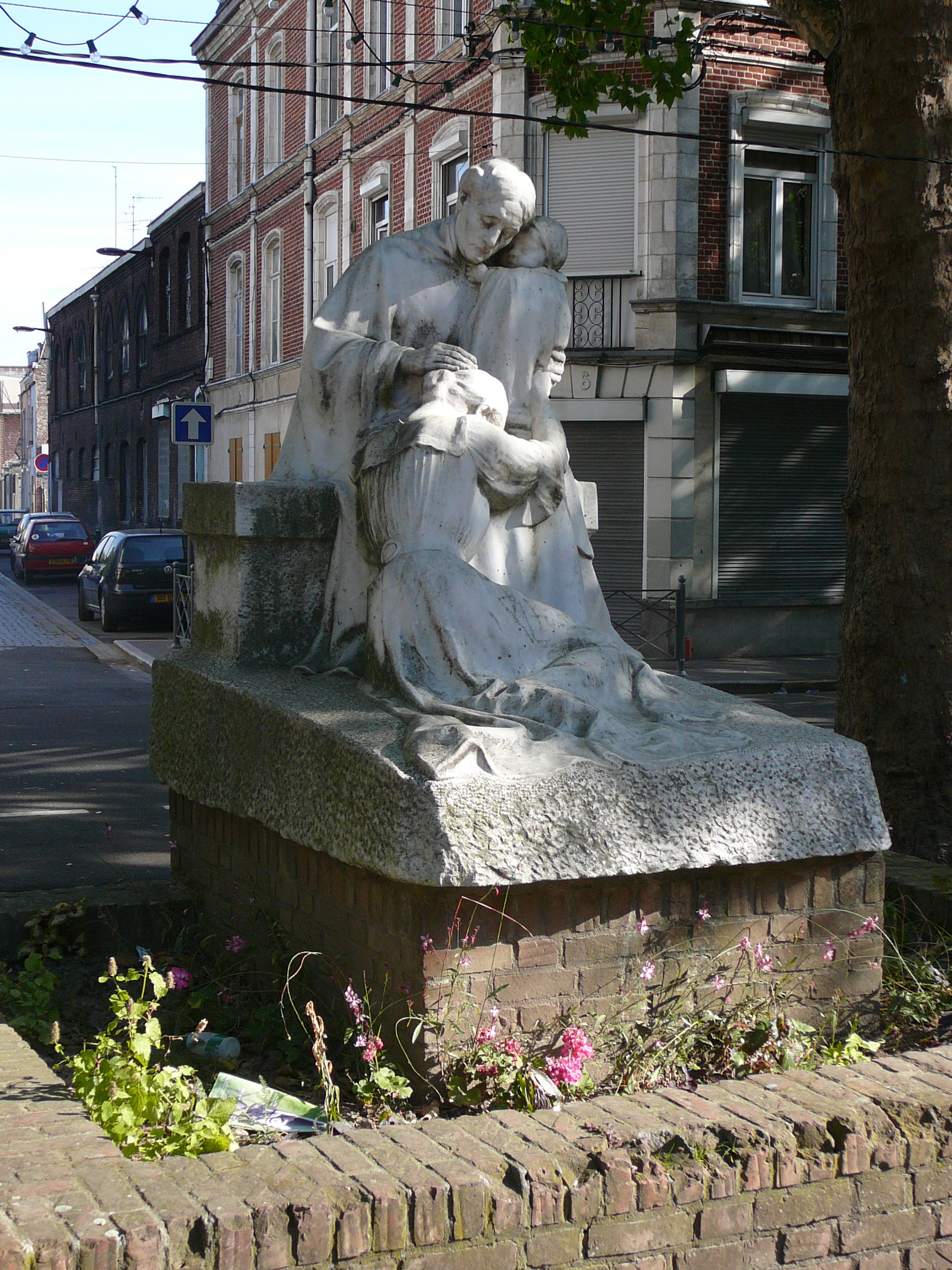
El Perdón, Lille

Georges Armand Vérez nacido el 1 de agosto de 1877 en Lille y fallecido el 17 de enero de 1933 fue un escultor francés. Fue alumno de Barrias y de Coutan. Fue primer segundo Premio de Roma en 1906.

## Obras
Entre las mejores y más conocidas obras de Georges Armand Vérez se incluyen las siguientes:
- Aniversario - Anniversaire[1]

escultura expuesta en el Salón de los artistas franceses de 1907
Conservada en Antananarivo, Madagascar
- El Perdón - Le Pardon

escultura expuesta en el Salón de los artistas franceses de 1909, actualmente situada en la square de la plaza Vanhoenacker en Lille 50°37′10″N 3°3′51″E / 50.61944, 3.06417
- La Caridad - La Charité (escultura expuesta en el Salón de los artistas franceses de 1909)
- Los cuatro grandes grupos escultóricos del Gran Vestíbulo de la Ópera de Lille[2] 50°38′15.08″N 3°3′54.66″E / 50.6375222, 3.0651833
- El monumento a los muertos de Ris-Orangis (1921)
- El Monument aux morts pacifiste de Creil (1926)

El monumento fue terminado en 1925 e inaugurado el 17 de octubre de 1926. El costo del monumento fue de 75.000 francos. Creil organizó un concurso en 1923 para seleccionar su monumento. The monument is meant to represent "Peace" and is as such grouped under those monument aux morts labelled as "pacifistes". El monumento tiene la intención de representar a la "paz" y, como tal, es agrupado entre los monumentos a los muertos pacifistas.
- Francia victoriosa - France victorieuse, de Pau (1927) con el arquitecto Henry Challe
- El monumento a los muertos de Cambrai

Victoria alada llevando a los soldados a la batalla, encargo de 1924, inaugurado el 27 de junio de 1926, con los arquitectos Monnier y Halley
- La Francia - La France, 1926 , Charleville-Mézières, bronce.[3]

Además, una estatuilla presentada por Veréz en el Salón de los Artistas de los Países invadidos en 1915 fue adquirida por el estado por 600 francos y enviada a la Legación francesa en Bucarest, Rumanía.